# Lettres à Madeleine
Lettres à Madeleine est un recueil de lettres envoyées de 1915 à 1916 par Guillaume Apollinaire à sa fiancée Madeleine Pagès.

## Éditions
De nombreuses publications clandestines des poèmes d'Apollinaire circulent depuis la guerre. En 1952, Madeleine Pagès accepte une première édition (encore incomplète) des lettres de son fiancé (Tendre comme le souvenir, Gallimard, coll. « Blanche »). Une deuxième édition voit le jour en 1966. Ce n'est que depuis 2005 que l'intégrale des lettres est éditée.

## Description
Le 2 janvier 1915, Guillaume Apollinaire prend le train à Nice pour rejoindre après une courte permission son 38e régiment d'artillerie de campagne à Nîmes. Dans le compartiment, il rencontre une jeune fille de 22 ans, Madeleine Pagès. Elle est professeur de lettres à Oran, et est venue passer ses vacances de Noël à Nice et reprend le bateau le soir même.
La conversation s'installe rapidement entre le poète et la jolie jeune fille. Ils se quittent à Marseille, non sans avoir échangé leurs adresses. Apollinaire lui écrit sa première lettre plus de 3 mois plus tard, le 16 avril 1915. Le poète est alors artilleur sur le front, dans le nord de la France. Très rapidement le dialogue s'installe timide, puis audacieux et franchement passionné entre l'auteur des Onze mille verges et sa correspondante qui lui avoue rapidement sa virginité.
Sans avoir revu Madeleine, Apollinaire demande sa main à sa mère le 10 août 1915, qui l'accepte. Les poèmes s'invitent dans les lettres, certains fort érotiques depuis les fiançailles épistolaires (Les neuf portes de ton corps). Il ne commence à la tutoyer que le 5 septembre 1915.
La permission tarde, est constamment remise à plus tard. Finalement elle arrive fin décembre 1915. Apollinaire traverse la Méditerranée pour passer 15 jours à Oran chez Madeleine.
Après son retour au front, l'enthousiasme épistolaire retombe peu à peu et Apollinaire s'excuse régulièrement auprès de sa fiancée de sa faible assiduité postale, écrivant par exemple que « je t’adore, mais n’ai ni loisir ni expression pour l’exprimer. » L'enthousiasme revient cependant en certaines lettres, comme celle du 14 février 1916.
Après une grave blessure à la tête le 17 mars 1916, les lettres d'Apollinaire se font de plus en plus rares, et ce malgré l'amélioration progressive de son état. Les dernières lettres sont datées de novembre 1916.

## Allusions
L'histoire d'Apollinaire et de Madeleine est racontée sans citer le nom du poète dans le film Jules et Jim de François Truffaut.[réf. nécessaire]